# مکیا
مکیا یه‌جون مرسر (انگلیسی: Mackiah Yejun Mercer؛ زادۀ ۲۱ ژانویۀ ۲۰۰۶) که بیشتر با نام هنری مکیا شناخته می‌شود، رپر، خواننده و رقصندۀ اهل استرالیا است. او یکی از اعضای گروه پسرانۀ امپرس‌اندوان است.